# マリオ・シェルバ
マリオ・シェルバ（Mario Scelba、1901年9月5日 - 1991年10月29日）は、イタリアのキリスト教民主主義の政治家。1954年2月から1955年7月まで同国首相。また1969年から1971年にかけては欧州議会議長も務めた。また、共和国史上最も長く内相を務めた人物である。

## 生涯

### 若年期
シェルバはシチリアのカルタジローネで、のちにイタリア人民党の設立者の1人である司祭ルイジ・ストゥルツォが所有する農地で耕作していた貧しい小作農の息子として生まれる。シェルバはローマの大学で法学を専攻した。
シェルバは洗礼にあたって名付け親としてストゥルツォの立会いを受け、また保護も受けた。ストゥルツォはシェルバがローマで法学を学ぶ費用を負担し、また私設秘書としてシェルバを雇った。ファシストが人民党を抑圧し、ストゥルツォがブルックリンに亡命を余儀なくされたさいには、シェルバはローマに留まってストゥルツォの代わりに活動していた。シェルバは第二次世界大戦中、反体制とされた Il Popolo 紙に寄稿していた。またナチス・ドイツに逮捕されるも、処分の必要がないとして3日も経たずして釈放された。
連合国軍によるローマ進攻の日、シェルバはキリスト教民主主義の5人の新執行部の1人となる。キリスト教民主主義はファシズム後のイタリアにおいて一時的に中道勢力や左派と連立政権を形成した。1945年、シェルバは制憲議会の議員に選出され、また非ファシズムのフェルッチョ・パッリ政権で郵便・通信相に任命され、その後の第1次および第2次アルチーデ・デ・ガスペリ政権でも同職に再任された。

### 鉄のシチリア人
1947年2月2日、シェルバは第3次デ・ガスペリ政権において内相に就任し、その後一時的にこの職を離れたことはあるが、1955年7月まで内相の職を続けた。背が低く、はげあがり、体型が丸いという容貌を持つシェルバは、デ・ガスペリの8次にわたる政権において、首相であるデ・ガスペリに次いで強力な存在感を持つ人物であった。
内相としてネオ・ファシストや左翼労働者の抗議やストライキに対して非情なまでの抑圧を行うなどの対応から、シェルバは「鉄のシチリア人」というあだ名を受ける。就任当初、警察が組織として乱れきっていたのを見てシェルバは「私が共産主義者であれば明日にでも革命に着手するだろう」と非難した。シェルバはいわゆる「シェルバ法」と呼ばれる、ファシズムを弾圧する法令を策定したが、この法令は共産党の活動を封じるという目的も含まれていた。
シェルバはイタリアの乱れきっていた警察を重武装させて20万人規模の部隊に再編し、また Repart Celere と呼ばれる、ジープに乗る暴動鎮圧部隊を組織した。シェルバは共産主義勢力を反乱分子とみなして、自らを共産主義に対抗する人物であるということを知らしめたのである。このためシェルバには数多くの敵を作ることになり、その敵にはシェルバのやり方に反発する民主的な勢力も含まれていた。その一方でシェルバの背が低くずんぐりとした容貌と大きな目を輝かせる笑顔は政治を風刺する漫画家に人気があった。
他方でシェルバは保守的な態度を持っており、例えばきわどい水着の着用や、公共の場でキスしたり裸像を設置したりすることには否定的であった。シェルバはこのような保守的な態度を持ち、あるいは法や秩序に対して直線的な考え方を持っていたが、社会経済に関してはキリスト教民主主義においても中道左派的な傾向を持っていた。シェルバは社会改革や公共事業を推進し、価格を引き上げようとする投機家を批判した。このときシェルバは「国民が働くかどうかということを気にかけない内相になることは実質的には不可能だ」と述べている。シェルバは共産主義者の勢力を弱体化させることについて「社会・経済的向上の手段、たとえば南イタリアの広大なラティフンディウムでの農地改革によって」可能であると強調した。
シェルバは第二次世界大戦後のイタリアにおける北大西洋条約機構のステイ・ビハインド作戦で、ワルシャワ条約機構の西ヨーロッパへの進行に備えたグラディオ・ネットワークの創設に携わった。

### ポルテッラ・デッラ・ジネストラの虐殺
内相に就任してちょうど3か月が経過したその日、シェルバはポルテッラ・デッラ・ジネストラの虐殺事件に対応することとなった。1947年のシチリアにおける地方選挙で左派が勝利した12日後の5月1日、ポルテッラ・デッラ・ジネストラでのメーデーの労働者の行進が攻撃され、11人が死亡、30人以上が負傷するに至った。この攻撃の首謀者は、山賊でシチリアの分離独立を訴えていたサルヴァトーレ・ジュリアーノであり、ジュリアーノは先の選挙の結果を受けて左翼勢力をねじ伏せることをもくろんでいたのである。
シェルバはその翌日に議会に対して、警察が捜査した限りではこの銃撃事件が政治的なものではないという見解を示している。また事件が起こった渓谷は山賊がはびこっていると主張した。ところがこのシェルバの見解に対して左派から反論が出された。共産党の代議院議員ジローラモ・リ・カウシはこの虐殺事件の政治的要素を強く指摘し、マフィアが大地主、王政派、右翼団体 Uomo Qualunque Front と共謀して事件を実行したと主張した。またリ・カウシは、起訴の手続きを進めることになっていた警察の捜査官エットーレ・メッサーナがジュリアーノと手を組んでいたと主張し、メッサーナを捜査官にとどめていることについてシェルバを非難した。なお後の文書においてリ・カウシの告発が正しいと言うことが証明されている。リ・カウシとシェルバは事件後においても対立が続いている。たとえば虐殺事件の首謀者であるサルヴァトーレ・ジュリアーノの暗殺事件や、ジュリアーノの右腕だったガスパレ・ピショッタとジュリアーノ一味に対する裁判でも両者のあいだでの争いが続いた。
これらの事件の審理は1950年の夏にヴィテルボで開始された。審理中、シェルバは虐殺事件について計画の段階で関与していると再び責められたが、この非難には矛盾やあいまいな点が見受けられた。結局虐殺を政府などが指示したという判断はなされず、ジュリアーノ一味による独断の犯行であるとされた。裁判でピショッタは「シェルバは再三にわたって自らが約束したことに背いている。マタレッラとクスマーノはわれわれに対する恩赦を求めるためにローマに戻ったが、シェルバはその約束を否定した」と証言した。ピショッタはまた、眠っているジュリアーノを殺したのはシェルバとの話し合いのうえでのことだったと主張した。しかしシェルバとピショッタにはなんらかの関係があったという証拠は出されなかった。

### 1948年総選挙
1948年4月の総選挙はソビエトとアメリカとのあいだでの冷戦における対立の影響を大きく受けたものとなった。ソビエトが影響を与えた1948年2月のチェコスロバキアでの共産主義クーデターを受けて、アメリカはソビエトの動向に警戒し、また左翼連合がイタリア総選挙で勝利すれば、ソビエトの支援を受けるイタリア共産党を通じてイタリアがソビエトの勢力下に入ることを恐れた。選挙活動は左右いずれの陣営において、イタリア史上でも類を見ないほどの激しい論戦と熱狂を帯びたものとなった。キリスト教民主主義のプロパガンダの過激さは広く知れわたっており、それによると共産主義国では「子どもが両親を留置所に送る」「子どもは国家が所有する」「ひとびとは自分の子どもたちを食べる」と宣伝し、また左派が勝利することになればイタリアに災難が降りかかると唱えた。
内相であったシェルバは、共産主義者が投票日に騒乱を実行するかもしれないという状況に対して、政府は兵力15万の特別部隊を含む33万人規模の部隊を備えていると発表した。
シェルバの強さを最も示すことになったのは1950年の全国規模でのゼネラル・ストライキや市街戦が起こったときのことであった。1950年3月、多くの警察官を含む数百人が負傷し、7,000人が逮捕されるという事件になった。

### 首相
1954年2月10日、シェルバは辛うじて多数派となった中道の新政権を形成した。この政権は1955年7月2日まで継続することになる。シェルバはアメリカとの強固な関係の構築を模索し、またトリエステのイタリアへの復帰や連合国とのパリ講和条約の進展といった戦後処理問題の解決に寄与した。
首相に任命される一方でポルテッラ・デッラ・ジネストラ虐殺事件の余波がシェルバにふたたび付きまとうようになった。1954年2月9日、ガスパレ・ピショッタが収監されていた独房で死亡しているのが発見された。終身刑が宣告されて、ピショッタはなにもかもに見放されたと感じていた。そこで真実をすべて話すとし、とくにジュリアーノに送られてきた、ポルテッラ・デッラ・ジネストラで事件を起こすことを求め、その引き換えに山賊一味に自由を与えるという内容が書かれ、直後にジュリアーノが破り捨てた手紙にあった署名が誰のものであるかということを明らかにするとしていた。
ピショッタの死因について検視の結果、ストリキニーネを20ミリグラム摂取したものと判断された。イタリア全土ではピショッタを殺したのは誰かという話題で騒然となった。政府、およびマフィアがピショッタ殺害の裏にいると考えられていたが、この事件について捜査が行われることはなかった。ファシストや共産主義は新任のシェルバ政権がピショッタ殺害を主導したと論じていたが、それを裏付ける証拠は出されなかった。
さらにモンテシ事件がシェルバ政権に追い討ちをかけた。キリスト教民主主義の設立に加わったひとりでシェルバ政権の外相を務めていたアッティリオ・ピッチオーニが、ジャズピアニストである息子ピエロ・ピッチオーニの乱交・麻薬パーティ参加、そしてそのパーティに参加していたファッションモデルのウィルマ・モンテシが死亡したという不祥事を受けて辞任を余儀なくされたのである。
1954年の年末、シェルバは1951年から1952年にアメリカで策定された心理戦計画をモデルとして、共産党と労働組合に対する措置を承認した。ところがシェルバがアメリカの正式な支援を得ることによって国内での不安定な立場を強固なものにしようとしたことは表面的で自暴自棄なもくろみであった。シェルバ政権が中途半端な態度で措置を実行に移したことによりアメリカ政府の怒りを買い、また実行したところで共産党の組織体制に影響を与えるのがやっとのことであった。共産党はこの件についてキリスト教民主主義体制が自由を認めない体質であると非難し、また共産党こそが政治における自由と憲法上の権利を真に保護する役割を担うと吹聴するために利用された。
シェルバ政権は、返り咲きを目指していた元首相ジュゼッペ・ペッラや、党首で首相の座を狙っていたアミントレ・ファンファーニといった党内のライバルによって崩壊に至った。シェルバは政権が崩壊したことについて、議会の採決ではなく党内の謀略によるものであるということが最も悔やまれると述べている。

### 議員活動

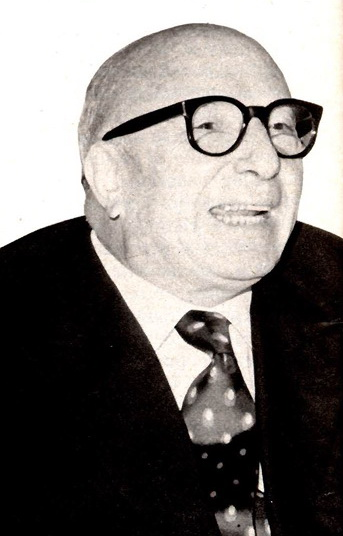
晩年のマリオ・シェルバ

シェルバ政権が倒れたのち、ライバルであった党内でも左派のアントニオ・セーニがイタリア初の中道左派連立政権を率いることになった。シェルバは議員として政界に残っていたが、シェルバを筆頭とする党内の穏健右派は政権に対する影響力をあまり持つことがなかった。1958年、シェルバは党内において自らが率いる派閥 Centrismo populare（人民中道）をグイーデ・ゴネッラ、ロベルト・ルチフレディ、マリオ・マルティネッリ、オスカル・ルイージ・スカルファロと立ち上げる。1968年にシェルバはこの派閥を解散している。1960年から1962年にかけて、シェルバは第4次ファンファーニ政権で内相を務めた。
シェルバは1946年に憲法議会議員に選出され、その後1948年から1968年にかけて代議院議員を務めた。1968年に元老院議員に選出され、1979年に辞職するまで議員を続けた。シェルバはヨーロッパの統合を強く支持しており、1960年から1979年まで欧州議会議員を務め、また1969年から1971年にかけては欧州議会議長も務めた。

### 死去
1991年10月29日、シェルバはローマで血栓症により90年の生涯を閉じた。